# 西ノ京 (京都市)
西ノ京（にしのきょう）は、京都府京都市中京区の北西部に位置する地域である。
「西ノ京（西京）」の地名は、中世から史料などにみられ、近世から近代にかけては村名・大字名として用いられた。
現在、京都市中京区において、「西ノ京」を冠する62の公称町（京都市区の所管区域条例による）で構成されている。これらは旧葛野郡西京村（のち朱雀野村大字西ノ京）に当たり、
京都市内の地域自治の単位である元学区（学区）では、朱雀第一・第二・第四・第五・第六学区それぞれの一部および朱雀第八学区の全部にまたがって位置する。

## 歴史

### 近世まで
西京（にしのきょう）は、もともと平安京の西半分である右京のことを指す語であった。10世紀以降、平安京の中心が左京（東京）へと移っていく一方で、右京（西京）のなかでも特に湿地の多かった三条大路よりも南側が衰退するようになると、それよりも北側に、北野天満宮領としての「西京」が11世紀以降に確立されていったと考えられる。
中世の西京（西ノ京）は、東西は現在の七本松通から木辻通近辺まで、南北は現在の一条通から三条通までの範囲であった。（なお、この地は中世においては、市街地である「洛中」ではなく、その周縁部の「洛外」に位置していた。）
この西京の地に居住して、領主としての北野天満宮の支配下にあるとともに、北野天満宮を本所として、麹を製造・販売する一方で神役を負担していたのが、西京神人（にしのきょうじにん）である。
西京神人の史料上の初出は弘安7年（1287年）で、麹を製造・販売する座（北野麹座）を組織しており、
北野天満宮の神人であることを理由として、室町時代には造酒司が賦課する酒麹役という税を免除される特権を得た。
また、北野天満宮への足利将軍の崇敬を背景に、応永26年（1419年）に足利義持による麹業の独占の下知を勝ち取り、幕府により洛中辺土の酒屋の麹室を打ち壊させた。義持死去以降、酒屋・土倉と西京神人の相論が続き、文安元年（1444年）には、洛中辺土の酒屋・土倉に麹製造を認める幕府の動きを不服として北野天満宮に立てこもった西京神人が、閉籠を解こうとした幕府と合戦となり、社殿を焼いて逃亡するという文安の麹騒動が起きた。
西京神人は、永禄4年（1561年）再び麹業の独占を幕府に認めさせるが、幕府の権威低下から実効力はなく、麹づくりは、酒造りの工程に組み込まれることとなった。
また、北野天満宮による西京の支配についても、室町幕府による闕所や、戦乱によりその影響力がそがれていくこととなった。
豊臣秀吉は、天正13年（1585年）から19年（1591年）に掛けて北野天満宮領の地の検地を行い、結果、北野天満宮の朱印地が乙訓郡大藪村、紫野雲林院村、西ノ京村などに602石が安堵され、西ノ京村では、104 石が充てられた。また、秀吉が天正19年に築造した御土居は、西京を縦断して築かれたため、御土居築造により減少する北野天満宮領の替地が西院村にあてがわれている。

### 近世以降
江戸時代の西ノ京村・西京村（にしのきょうむら）は、概ね北は一条通、東は下ノ森通、南は三条通、西は木辻通の範囲である。そのうち、北野社に奉仕した西京神人が平安京右京の一条から二条の間に七保に分かれて居住した地が前身となり洛中と連担した町場となっていた洛外町続き町が紙屋川の東部に位置しており、その他の民家は現在の西ノ京円町付近に集まっていた。寛文10年（1670年）に村内三条御土居際に北小路村が設置された。西ノ京村の洛外町続き町であった現在の西上之町・川瀬町・仲之町・天満屋町・西東町・下之町・大宮町・突抜町・北町・堀川町・行衛町は、明治元年（1868年）7月に上京に編入され、明治2年（1869年）の第二次町組改正で上京第8・9番組（のちの仁和学区）に編入されている。西ノ京村は、明治5年（1872年）に北小路村を、明治8年（1875年）には三条台村（下述）を併合した。町村制の施行にあたり、明治22年（1889年）に、聚楽廻、壬生村と合併し、朱雀野村の大字となった。

#### 三条台村
三条台村（さんじょうだいむら）は、二条城の南西に位置し、二条御城廻（にじょうおしろまわり）とも記される。東町・西町の京都町奉行所が置かれた。町方に居住する農民の出作地であったと考えられ、本格的な村落形成は江戸中期以降である。寛政7年（1795年）ごろ字月光に改暦所（西三条台改暦所）が設置されたが、同10年（1798年）には用地と建物を同村が引き取って居住地となり、西側は特に西三条台村とも称された。明治8年（1875年）に西ノ京村に編入された。
旧三条台村に含まれていた町は、以下のとおり。
- 西ノ京（池ノ内町・小倉町・勧学院町・小堀町・式部町・職司町・栂尾町・東栂尾町・南聖町・西月光町・東月光町・北聖町・星池町）

### 京都市編入以降
大正7年（1918年）に、朱雀野村が西院村の一部と共に京都市下京区（当時）に編入され、旧朱雀野村大字西ノ京は同学区内で西ノ京を冠する51の町となった。昭和4年（1929年）に、上京区・下京区から、左京区・中京区・東山区が分区されると中京区に属した。現在は、京都市区の所管区域条例によれば62の公称町で構成されている。

#### 学区・元学区
大正7年（1918年）に、編入された区域は下京第34学区となり、昭和4年（1929年）に、学区名が小学校名により改称されると、下京第34学区は、中京区の朱雀学区となった。
朱雀学区には、昭和12年（1937年）までに朱雀第一から第八までの8つの小学校が置かれ、昭和16年（1941年）の国民学校令により、国民学校の通学区域を単位として設置された町内会連合会がもとになって、戦後朱雀第一から第八までの元学区となった。（中京区役所関連の資料では、この昭和16年に朱雀学区が8つに分かれたとしている。）
公称町名に西ノ京を冠する地域は、元学区では朱雀第一・第二・第四・第五・第六・第八学区にまたがって位置する。

## 地理
現在、西ノ京地域（公称町名に「西ノ京」を冠する地域）は、京都市中京区の北西部に位置し、範囲は、北は妙心寺道の一筋北の通り、南は三条通、東はおおむね神泉苑通の西、西は木辻通である。千本通・西大路通が南北の、丸太町通・御池通・三条通が東西の交通の主要軸となっており、千本通・西大路通・丸太町通には市電が敷設されていたが、現在では廃止されている。
西ノ京地域の北側は北区（大将軍地域）、上京区（仁和学区・出水学区）、中京区の聚楽廻地域、東側は教業学区（中京区）、南側は壬生地域、西側は右京区（花園地域・太秦安井地域・山ノ内地域・西院地域）に接している。地域自治の区分である元学区（学区）では、朱雀第一・第二・第四・第五・第六学区それぞれの一部および朱雀第八学区の全部にあたる。

### 町名
元学区別の町名は以下のとおり。旧三条台村に位置するものには下線を付している。なお、町名について京都市編入前の字（あざ）名と編入後の町名の対応については「朱雀野村#大字西ノ京」を、京都市編入後の町名の変遷については、「京都市中京区の町名#西ノ京地区」を参照。
朱雀第一学区
- 西ノ京職司町
- 西ノ京池ノ内町
- 西ノ京勧学院町
- 西ノ京北聖町
- 西ノ京南聖町
- 西ノ京東栂尾町

朱雀第二学区
- 西ノ京鹿垣町
- 西ノ京西鹿垣町
- 西ノ京左馬寮町
- 西ノ京両町
- 西ノ京右馬寮町
- 西ノ京車坂町[町 1]
- 西ノ京上平町
- 西ノ京南両町

朱雀第四学区
- 西ノ京上合町
- 西ノ京原町
- 西ノ京下合町[町 2]
- 西ノ京南原町
- 西ノ京笠殿町
- 西ノ京冷泉町
- 西ノ京銅駝町
- 西ノ京北小路町
- 西ノ京船塚町
- 西ノ京西月光町
- 西ノ京新建町
- 西ノ京平町
- 西ノ京南上合町[町 2]
- 西ノ京東中合町[町 2]
- 西ノ京樋ノ口町

朱雀第五学区
- 西ノ京小倉町
- 西ノ京東月光町
- 西ノ京栂尾町

朱雀第六学区
- 西ノ京小堀町
- 西ノ京式部町
- 西ノ京内畑町
- 西ノ京永本町
- 西ノ京星池町
- 西ノ京車坂町[町 1]

朱雀第八学区
- 西ノ京御輿岡町
- 西ノ京伯楽町
- 西ノ京馬代町
- 西ノ京中保町
- 西ノ京大炊御門町
- 西ノ京南大炊御門町
- 西ノ京藤ノ木町
- 西ノ京塚本町
- 西ノ京北円町
- 西ノ京円町
- 西ノ京西円町
- 西ノ京壺ノ内町
- 西ノ京小堀池町
- 西ノ京春日町
- 西ノ京月輪町
- 西ノ京徳大寺町
- 西ノ京島ノ内町
- 西ノ京三条坊町
- 西ノ京桑原町
- 西ノ京下合町[町 2]
- 西ノ京北壺井町
- 西ノ京南壺井町
- 西ノ京南円町
- 西ノ京中御門東町
- 西ノ京中御門西町
- 西ノ京南上合町[町 2]
- 西ノ京東中合町[町 2]
- 西ノ京西中合町

1. 1 2  JR山陰本線以北が朱雀第二学区、以南が朱雀第六学区に含まれる。
2. 1 2 3 4 5 6  西大路通以東が朱雀第四学区、以西が朱雀第八学区に含まれる。

### 近世の西ノ京村の洛外町続き町
近世に上京の町場に形成され、葛野郡西ノ京村に属した洛外町続町に由来する町と代表的な通り名表記を以下に掲げる。御前通・御前通西裏と上の下立売通（妙心寺道）・下立売通（下の下立売通）沿いに位置し、東は七本松通、西は紙屋川、北は仁和寺街道の南、南は丸太町通に達する。現在は上京区の仁和学区に属する。
- 西上之町（御前通下立売上る三丁目）
- 川瀬町（御前通下立売上る二丁目西入）
- 仲之町（御前通下立売上る二丁目）
- 天満屋町（御前通下立売上る）
- 西東町（下立売通七本松西入）
- 下之町（御前通下立売下る）
- 大宮町（上の下立売通御前通西入）
- 突抜町（下立売通御前通西入）
- 北町（御前通西裏上の下立売上る）
- 堀川町（上の下立売通御前通西入二丁目）
- 行衛町（御前通西裏上の下立売下る）

### 小・中学校の通学区域
市立小・中学校に通う場合、以下の学校の通学区域に含まれる。それぞれの小学校の通学区域（上記の元学区とは異なる。）については、各小学校の記事を参照。
小学校
- 京都市立朱雀第一小学校
- 京都市立朱雀第二小学校
- 京都市立朱雀第四小学校
- 京都市立朱雀第六小学校
- 京都市立朱雀第八小学校

中学校
- 京都市立北野中学校
- 京都市立西ノ京中学校
- 京都市立中京中学校
- 京都市立朱雀中学校

## 交通
地域内には、JR山陰本線（嵯峨野線）、京都市営地下鉄東西線、京福電気鉄道嵐山本線（嵐電）が市内中心部から右京区の太秦・嵯峨方面へと通じている。
地域内の主な道路は、南北の通りが千本通・西大路通、東西の通りが丸太町通・御池通・三条通であり、千本通・丸太町通（千本通以東）は明治末の京都市三大事業によって拡築され、また昭和初期にかけて西大路通、丸太町通（千本通から西大路通まで）が京都市区改正設計により拡築された。拡築に併せてそれぞれの通りに京都市電（千本線・丸太町通・西大路線）が敷設されたが、現在は廃止されている。

### 鉄道
- JR西日本山陰本線（嵯峨野線）
  - 二条駅・円町駅
- 京都市営地下鉄東西線
  - 二条駅・西大路御池駅
- 京福電気鉄道嵐山本線（嵐電）
  - 西大路三条駅

### 路線バス
- 京都市営バス・京都バス・西日本JRバス 停留所
  - 千本旧二条
  - 千本丸太町
  - 丸太町七本松
  - 西ノ京円町
- 京都市営バス 西日本JRバス 停留所
  - 千本三条・朱雀立命館前
- 京都市営バス 京都バス 停留所
  - 伯楽町
  - 西ノ京馬代町
  - 西大路三条
  - 三条春日
- 京都市営バス 停留所
  - 北野中学前
  - 太子道
  - 西ノ京塚本町
  - 西ノ京藤ノ木町
  - 西大路御池
  - 西小路御池
  - 西大路三条
  - 二条駅西口

### 道路
東西の通り
- 妙心寺道（上の下立売通）
- 下立売通（下の下立売通）
- 丸太町通
- 旧二条通（太子道）
- 新二条通（太子道）
- 押小路通
- 御池通
- 三条通

南北の通り
- 千本通
- 六軒町通
- 七本松通
- 下ノ森通
- 御前通
- 天神通
- 西大路通
- 佐井通（春日通）
- 馬代通
- 西小路通
- 木辻通

## 主な施設
教育機関
- 花園大学（西ノ京壷ノ内町）
- 佛教大学二条キャンパス（西ノ京東栂尾町）
- 立命館大学朱雀キャンパス（西ノ京東栂尾町[注釈 6]）
- 京都理容美容専修学校（西ノ京両町）
- 近畿高等看護専門学校（西ノ京小堀池町）
- 京都府立朱雀高等学校（西ノ京式部町）
- 京都市立西京高等学校・附属中学校（西ノ京東中合町）
- 洛陽総合高等学校（西ノ京春日町）
- 京都市立北野中学校（西ノ京中保町）
- 京都市立中京中学校（西ノ京北聖町）
- 京都市立西ノ京中学校（西ノ京永本町）
- 京都市立朱雀第二小学校（西ノ京左馬寮町）
- 京都市立朱雀第四小学校（西ノ京笠殿町）
- 京都市立朱雀第六小学校（西ノ京車坂町）
- 京都市立朱雀第八小学校（西ノ京中御門西町）

公的機関
- 京都地方気象台（西ノ京笠殿町）

複合施設
- BiVi二条（西ノ京栂尾町）

郵便局
- 京都西ノ京職司郵便局（西ノ京職司町）
- 京都西ノ京内畑郵便局（西ノ京内畑町）
- 京都西ノ京上合郵便局（西ノ京南上合町）
- 京都西ノ京西月光郵便局（西ノ京西月光町）
- 京都西ノ京伯楽郵便局（西ノ京御輿岡町）

その他
- 二条自動車教習所（聚楽廻南町・西ノ京内畑町）
- 市五郎稲荷神社（西ノ京原町）
  - 御土居跡
- 月光稲荷大明神（西ノ京西月光町）
- 北野神社御旅所（西ノ京御輿岡町）
  - 瑞饋（ずいき）祭
- 島津製作所
  - 本社（西ノ京桑原町）
  - 三条工場（西ノ京徳大寺町）

## 名所・旧跡等
- 平安京大内裏
  - 典薬寮
  - 式部省
  - 左馬寮
  - 右馬寮
- 平安京
  - 大学寮
  - 弘文院
  - 勧学院
  - 奨学院
  - 西三条第（三条院）[25]
- 御土居
- 江戸幕府
  - 京都町奉行
    - 東町奉行所[26]
    - 西町奉行所[27]
- 若狭小浜藩邸跡[28]
- 西三条台改暦所
- 京セラ（西ノ京原町が創業地）